# 雅各布·布拉別格
雅各布·布拉別格（丹麥語：Jakob Blåbjerg，1995年1月11日—）是丹麥的一位足球運動員。在場上的位置是中後衛。他自青訓時期開始就加盟阿爾堡。他也代表丹麥U21國家隊參賽並參加了2017年歐洲U21足球錦標賽。